# Ekaterina Leonova
Pour les articles homonymes, voir Leonova.
 (juin 2018).
Si vous disposez d'ouvrages ou d'articles de référence ou si vous connaissez des sites web de qualité traitant du thème abordé ici, merci de compléter l'article en donnant les références utiles à sa vérifiabilité et en les liant à la section « Notes et références ».
Ekaterina Leonova (en russe : Екатерина Юрьевна Леонова) dite Ekat, née le 23 avril 1987 à Volgograd en URSS, (actuellement la Russie), est une danseuse, chorégraphe, reine de beauté et mannequin russe.

## Biographie
Ekaterina Leonova danse depuis qu'elle a dix ans. L'un de ses premiers succès a été le titre de championne de la jeunesse de Russie du Sud. Elle a obtenu son diplôme de fin d'études secondaires en 2004 et a terminé sa formation de professeur de danse en 2007. De 2004 à fin 2007, elle a dansé à Volgograd avec Vladimir Shelomizki. Après avoir été élue Miss Volgograd 2008, elle s'est installée en Allemagne afin d'apprendre l'allemand et de commencer à étudier l'administration des affaires à Cologne.
Depuis 2008, elle danse avec Paul Lorenz pour Amateurs for Germany. En 2012, le couple de danseurs a réussi sa percée internationale avec la Coupe de l'UE et la Coupe du Monde.

## Carrière télévisuelle
En 2013, elle a été la partenaire de danse de Paul Janke (de) dans l'émission Let's Dance sur RTL et a atteint la troisième place avec lui. En 2014, elle participe de nouveau à Let's Dance et s'est retirée avec son partenaire de danse Patrice Bouédibéla après le premier tour. En 2015, elle a dansé avec Matthias Steiner et a subi un traumatisme de supination lors de la finale.
En 2016, elle a dansé lors de la neuvième saison avec l'ancien joueur de beach-volley allemand Julius Brink. Le couple a pris sa retraite après le dixième tour.
En 2017, elle était la partenaire de danse du chanteur allemand Gil Ofarim et a terminé première. En 2018, elle est positionnée en première place avec l'acteur allemand Ingolf Lück (de). À la douzième saison en 2019, elle est positionnée en première place avec l'ancien joueur de handball allemand Pascal Hens. Lors du défi professionnel de la même année, elle est positionnée en première place aux côtés du danseur allemand Massimo Sinató.

## Partenaire de danse célèbres
À partir de 2012, elle intègre l'équipe de danseurs professionnels de l'émissions Let's Dance sur RTL. Elle a pour partenaire :
| Saison             | Partenaire         | Place |
| ------------------ | ------------------ | ----- |
| 6                  | Paul Janke (de)    | 3.    |
| 7                  | Patrice Bouédibéla | 10.   |
| 8                  | Matthias Steiner   | 3.    |
| 9                  | Julius Brink       | 5.    |
| 10                 | Gil Ofarim         | 1.    |
| 11                 | Ingolf Lück (de)   | 1.    |
| 12                 | Pascal Hens        | 1.    |
| Défi professionnel | Massimo Sinató     | 1.    |

## Participation
- 2019 : Grill den Henssler (de) (77e épisode, 10e saison), sur VOX : Candidate